# Groupe hospitalier universitaire Paris psychiatrie & neurosciences
Le groupe hospitalier universitaire Paris psychiatrie & neurosciences, ou GHU Paris, est un Groupement hospitalier de territoire spécialisé en psychiatrie, neurologie, neurochirurgie, neuroimagerie et addictologie situé à Paris, Épinay-sur-Orge, dans l'Essonne et Neuilly-sur-Marne, en Seine-Saint-Denis.
Le GHU Paris Psychiatrie & neurosciences est issu du regroupement le 1er janvier 2019 de deux hôpitaux et d'un établissement public de santé, le centre hospitalier Sainte-Anne, le groupe hospitalier de Perray-Vaucluse situé à Épinay-sur-Orge et l'établissement public de santé Maison Blanche situé à Paris et à Neuilly-sur-Marne.

## Histoire

### 1867: Inauguration de l'hôpital Sainte-Anne

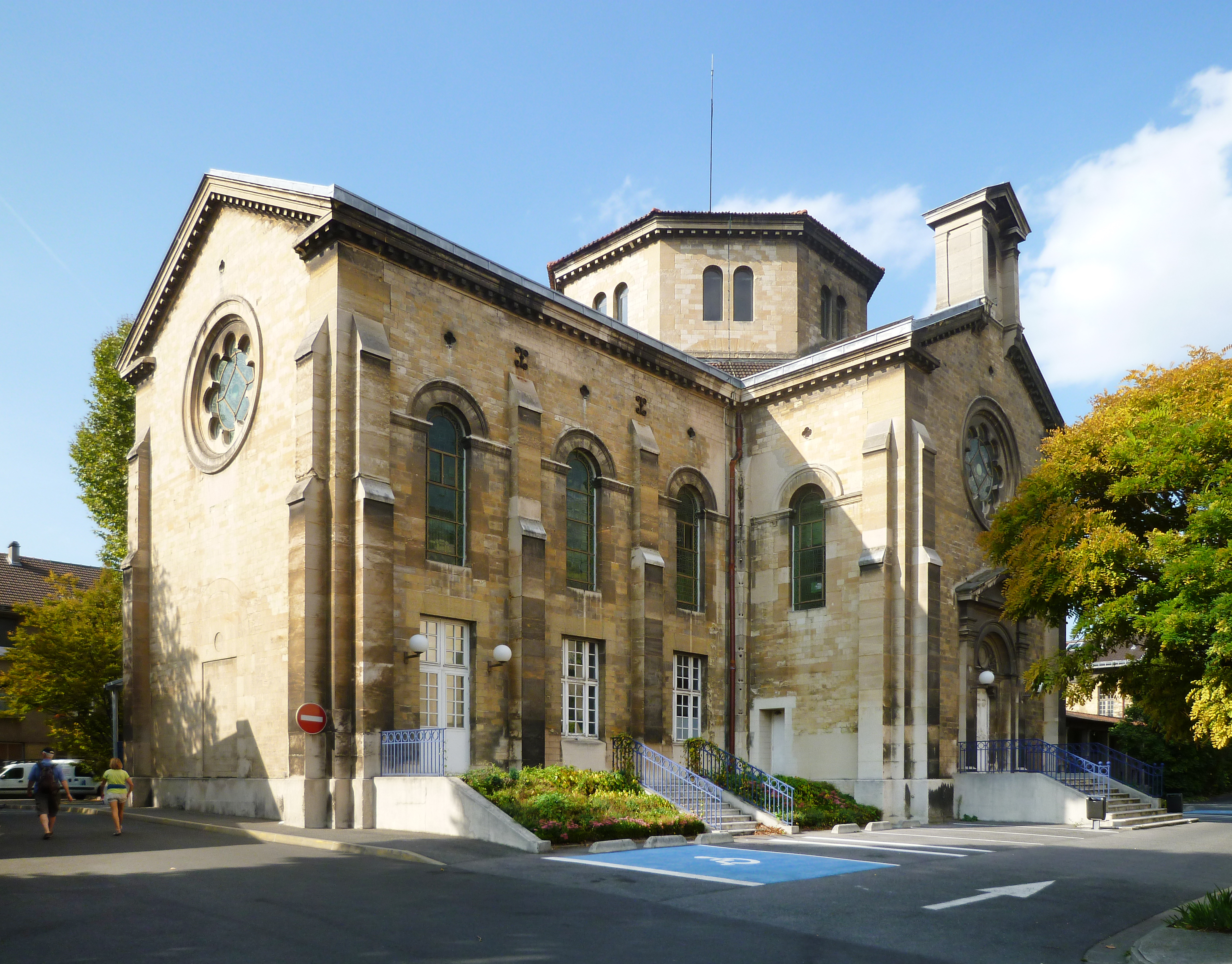
La chapelle Sainte-Anne, construite par Charles-Auguste Questel en 1869.

En 1863, Napoléon III décide la création d'un hôpital psychiatrique à Paris sur l'emplacement de la ferme Sainte-Anne. Il est désigné sous le nom d'« asile clinique » car il est destiné à être un lieu de traitement, de recherche et d'enseignement des maladies mentales. Haussmann, préfet de la Seine, est chargé de cette opération. Précédemment préfet de l'Yonne, il a déjà fait bâtir quelques années auparavant, en collaboration avec le Docteur Girard de Cailleux qu'il a fait venir à Paris, l'asile départemental de l'Yonne qui sert de modèle à celui de Paris.
L'« asile » est inauguré le 1er janvier 1867 et le premier patient admis le 1er mai de la même année. 
Pendant de nombreuses années Sainte-Anne va remplir son rôle de protection du malade mental, de son traitement avec les faibles moyens thérapeutiques de l’époque. On verra s’y développer une recherche médicale très importante et très approfondie souvent masquée par les préjugés qui se heurtent aux murs de l’établissement. 

### 1869: Inauguration de l'asile de Perray-Vaucluse
En décembre 1863, le département de la Seine fait l'acquisition d'un domaine de 125 hectares à Épinay-sur-Orge, dans le département de Seine-et-Oise, pour y bâtir un asile d'aliénés, qui est inauguré le 23 janvier 1869. 
L’implantation de l’asile de Perray-Vaucluse, loin de tout, pose rapidement un problème d’accès aux visiteurs qui ne pouvaient arriver à destination qu’après une longue marche à travers forêt et campagne. Dès la fin de la guerre de 1870-1871, des pourparlers s’engagent entre la Compagnie du chemin de fer de Paris à Orléans et le département en vue d’obtenir la création d’une gare pour desservir l’asile. Ces tractations durent et font l’objet de négociations âpres et serrées.  
Le département de la Seine verse à la compagnie du PO la somme de 50 000 francs pour que tous les trains s’y arrêtent. Des bâtiments de type Haussmannien sont érigés entre 1865 et 1868 pour recevoir 600 lits adultes mixtes ainsi qu'une ferme.  
L'asile de Vaucluse est inauguré le 23 janvier 1869.
La station de Perray-Vaucluse, du nom de l'asile de Perray-Vaucluse, ouverte uniquement aux voyageurs, est mise en service le 3 janvier 1881 par la compagnie du PO. Comme convenu, elle est située à proximité de l'établissement et donne sur les bois, sans aucune installation. La gare est renommée Sainte-Geneviève-des-Bois, nom de la commune, dans les années 1930, 50 ans après sa mise en service.
Laïcisé en 1885, l'Hôpital de Perray-Vaucluse possédait sa chapelle, son amphithéâtre et son propre cimetière. Une crèche hospitalière est ouverte en 1969.
En 1892, L’asile Sainte-Anne se dote d’un service de soins dentaires, de consultations externes – gratuites dans le but de réduire les internements – et d’un pavillon central de chirurgie générale destiné au traitement chirurgical des malades des asiles du département de la Seine. Cet important bâtiment, très moderne pour l’époque, comporte, dans des parties septiques et aseptiques nettement séparées, des salles d’hospitalisation, une section obstétricale, des laboratoires de radiologie, de microphotographie et de biologie. 
En 1922, est créé par Édouard Toulouse le centre de prophylaxie mentale, premier service libre (« service ouvert pour psychopathes légers »), c'est-à-dire dans lequel les malades ne sont pas internés dans le cadre de la loi du 30 juin 1838. Le 11 mars 1926, Il devient l'hôpital Henri-Rousselle, du nom du conseiller général de la Seine qui soutient le projet. Installé dans l'enceinte de Sainte-Anne, il comprend un dispensaire, un service social, une consultation pour enfants, deux laboratoires de recherche clinique et de psychologie et un « service départemental de prophylaxie mentale » à la suite de l'arrêté préfectoral du 1er mars 1927. L'arrêté du 29 avril 1941 rattache l’hôpital Henri-Rousselle à l'asile clinique Sainte-Anne.
En 1941 est installé l'un des premiers laboratoires d'électroencéphalographie de France. La section de bio-psychopathologie de l’enfant dont la vocation est de mettre à la disposition de l’enfance inadaptée et des familles un ensemble original clinique et thérapeutique dans son double aspect affectif et cognitif est créée en 1947.

### Époque moderne

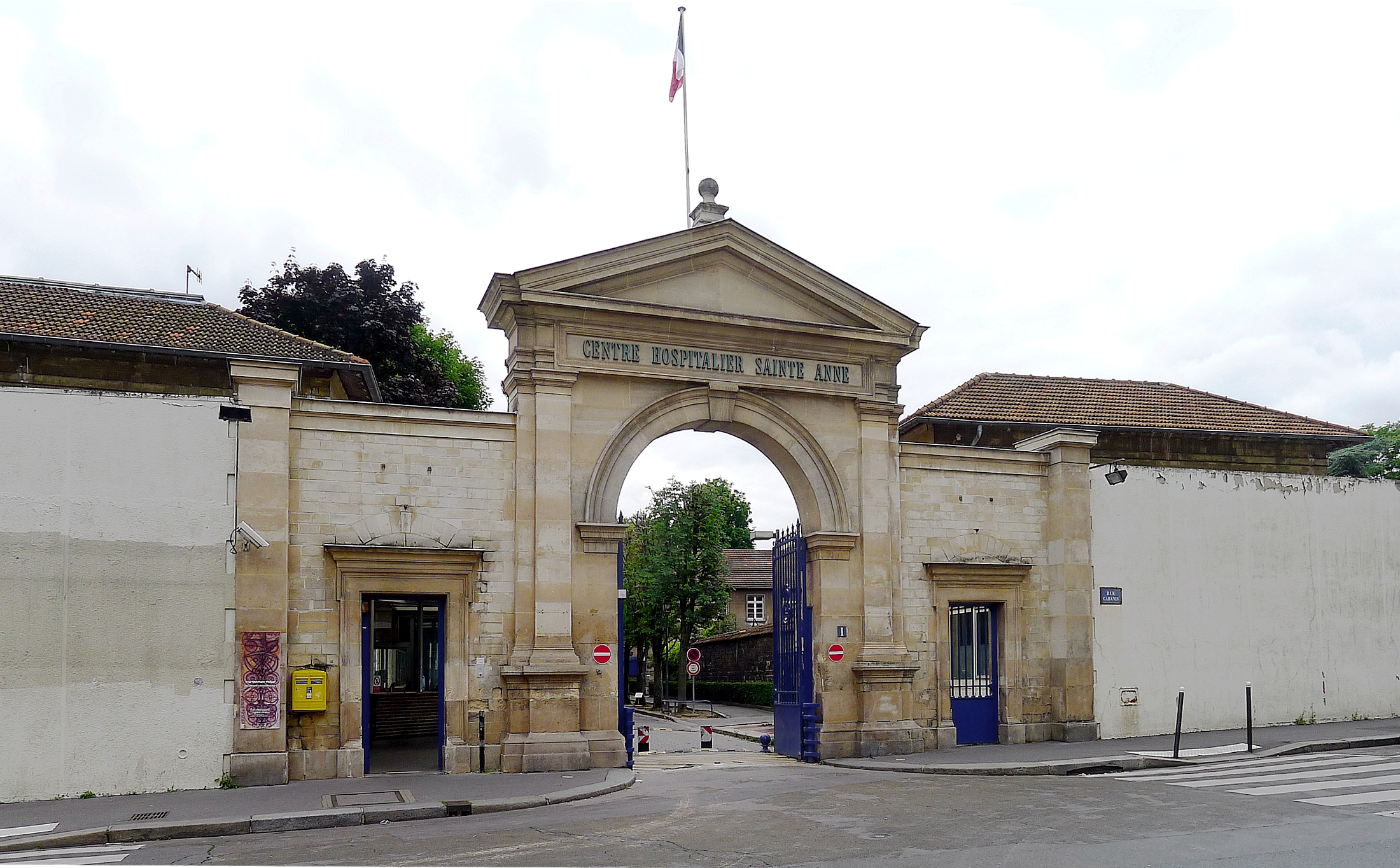
Entrée, no 1 rue Cabanis.

En 1952, Sainte-Anne est le lieu d'un évènement majeur, la découverte par Jean Delay et son assistant Pierre Deniker des propriétés du premier neuroleptique, le 4560 RP (Largactil), et il est aussi le lieu où s'est développé dès le début du XXe siècle un enseignement de la psychiatrie respectant les diverses composantes de cette discipline. 
Depuis les années 1960, le CHSA possède des urgences psychiatriques ouvertes vingt-quatre heures sur vingt-quatre et toute l'année : c'est le CPOA (centre psychiatrique d'orientation et d'accueil)
L'hôpital comporte sept secteurs de psychiatrie adulte et deux secteurs de psychiatrie infanto-juvénile, qui correspondent à des zones géographiques dont proviennent les patients. Sainte-Anne accueille les patients des 5, 6, 14, 15 et 16e arrondissements de Paris dans divers pavillons aux noms de médecins célèbres (Benjamin Ball, Pierre Janet, Raymond Garcin, Piera Aulagnier). On note aussi la présence du SHU (service hospitalo-universitaire), de la CMME (clinique des maladies mentales et de l'encéphale), du SMPR (service médico-psychologique régional), d'un service spécialisé en addictologie-CSAPA (centre de soins, d'accompagnement et de prévention en addictologie) et d'un SMES (service d'appui santé mentale et exclusion sociale). Sainte-Anne ne possède pas d'unité pour malades difficiles. Par ailleurs, l'hôpital a développé des conventions avec différents services d'accueil des urgences situés notamment dans les hôpitaux Ambroise Paré, Cochin et HEGP (AP-HP), ainsi que l'hôpital Saint-Joseph.
Une cafétéria a été construite dans les années 1980, ainsi qu'un centre de vie. Hachette exploite cette cafétéria par le biais de son enseigne Relais H. Une maison des usagers est installée à côté de cette cafétéria ; elle est un lieu d'information pour les patients et leurs proches.
Ces dernières années, le site Sainte-Anne a connu de nombreuses évolutions pour devenir un pôle de référence en psychiatrie et en neurosciences.
Les modalités de prise en charge en psychiatrie ont considérablement évolué ces vingt dernières années :
- Déploiement, dans le cadre d'une politique de secteur volontariste, de structures extra-hospitalières et ambulatoires
- Forte réduction de la capacité des lits en hospitalisation complète
- Mise en œuvre de conventions et de réseaux, notamment avec l'Assistance Publique - Hôpitaux de Paris
- Participation active aux Services d'Accueil d'Urgence (SAU)
- Développement d'importants travaux de recherche en collaboration notamment avec l'INSERM[8]

Le service de neurologie du site Sainte-Anne est installé en 1974, et la neuroradiologie devient, à l'hôpital Sainte-Anne, une discipline de pointe, avec un appareillage novateur : tomographe-scanner, imagerie par résonance magnétique, qui va permettre la création de la radiologie thérapeutique. 
Le centre Raymond-Garcin, partie intégrante de l'établissement, réunit les différentes disciplines de médecine somatique : Neurologie, avec une Unité Neurovasculaire, Neurochirurgie, Neuroradiologie, Neurophysiologie, Neuro-anatomopathologie, Anesthésie-Réanimation, Stomatologie, Médecine Physique et de Réadaptation.
En 2014, les trois établissements, le centre hospitalier Sainte-Anne, de l'établissement public de santé Maison Blanche et le groupe public de santé Perray-Vaucluse adoptent une direction commune.
Le 1er janvier 2019, le Groupement hospitalier universitaire Paris psychiatrie & neurosciences composé du Centre hospitalier Sainte-Anne, de l'Établissement Public de Santé Maison Blanche et du Groupe Public de Santé Perray-Vaucluse est créé.

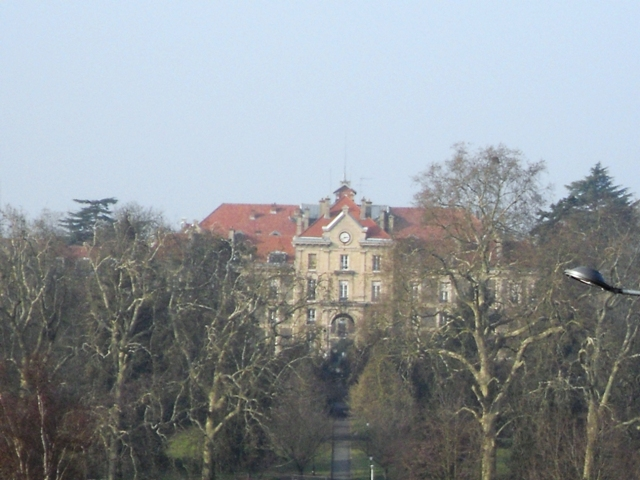
Le bâtiment principal du site de Perray-Vaucluse à Épinay-sur-Orge.

## Enseignement universitaire, travaux et publications
Le groupe hospitalier universitaire Paris psychiatrie & neurosciences a signé plusieurs partenariats avec quatre grandes universités parisiennes, Université Paris-Cité, l'université Paris-Saclay, l'Université Paris-Nanterre et l'Université Gustave-Eiffel. 
À travers ses sites de Sainte-Anne et de Perray-Vaucluse, le GHU Paris délivre les formations suivantes,, :
- Master M1 et M2 Sciences cliniques en soins paramédicaux en partenariat avec l'Université Paris-Saclay (site UVSQ)
- Master M2 Économie sociale et solidaire, mention « Santé et médico-social » en partenariat avec l'Université Gustave-Eiffel
- Master M2 Science de l'éducation, parcours « Cadres d'intervention en terrains sensibles » en partenariat avec l'Université Paris-Nanterre
- DU Encadrement et gestion d’unité fonctionnelle dans le système de santé en partenariat avec l'Université Gustave-Eiffel
- DU Éthique soignante et hospitalière en partenariat avec l'Université Gustave-Eiffel
- Diplôme d'État d'Infirmier en pratique avancée en partenariat avec l'Université Paris-Saclay (site UVSQ)
- Diplôme d'État d'Infirmier en partenariat avec l'Université Paris-Saclay (IFSI Perray-Vaucluse)
- Diplôme d'État d'Aide Soignant en partenariat avec Université Paris-Cité (IFSI Virginie Olivier)

### Site Sainte-Anne
Le site Sainte-Anne accueille des étudiants hospitaliers de la faculté de médecine Paris Centre de l'Université de Paris.
Le site Sainte-Anne dispose d'un Institut de Formation d'Aide-Soignant rattaché à l'Université de Paris.
L'hôpital possède sa propre revue (L'Encéphale (Paris) qui elle-même organise un congrès annuel) et a une fondation (Fondation Pierre Deniker) ; le personnel médical participe aussi aux colloques de l'Association des amis de Pierre Deniker pour l'enseignement de la psychiatrie ("Journée Pierre Deniker" et "Journée de l'interne").
Au service hospitalo-universitaire, le Professeur Marie-Odile Krebs codirige l'Unité mixte de recherche (UMR) 894 de l'Inserm et d'Université Paris-Cité (anciennement Paris Descartes) "Centre de psychiatrie et Neurosciences",.

### Site Perray-Vaucluse
Le site Perray-Vaucluse accueille des étudiants hospitaliers de la faculté de médecine de l'Université Paris-Saclay.
Rattaché à l'Université Paris-Saclay, l'Institut de Formation en Soins Infirmiers de Perray-Vaucluse accueille plus d'une centaine d'étudiants dont 67 sur la plateforme Parcoursup depuis 2019 ainsi que 13 places en formation professionnelle continue. La bibliothèque des Marronniers de l'IFSI propose plus de 4 000 ouvrages et 16 postes informatiques à destination des étudiants. 

### Site Maison Blanche
Maison-Blanche est un lieu-dit de la commune de Neuilly-sur-Marne ayant accueilli un centre hospitalier construit en 1894 et situé 3, avenue Jean-Jaurès. Il faisait partie du domaine de Ville-Évrard et a notamment compris un hôpital psychiatrique, une école d’infirmières, un hôpital militaire, un asile d’alcooliques et un sanatorium.
Depuis 2014, l’hôpital a vu sa superficie et ses activités réduites au profit d'un quartier d’habitation  : le Parc de Maison Blanche.

## Personnalités liées au GHU

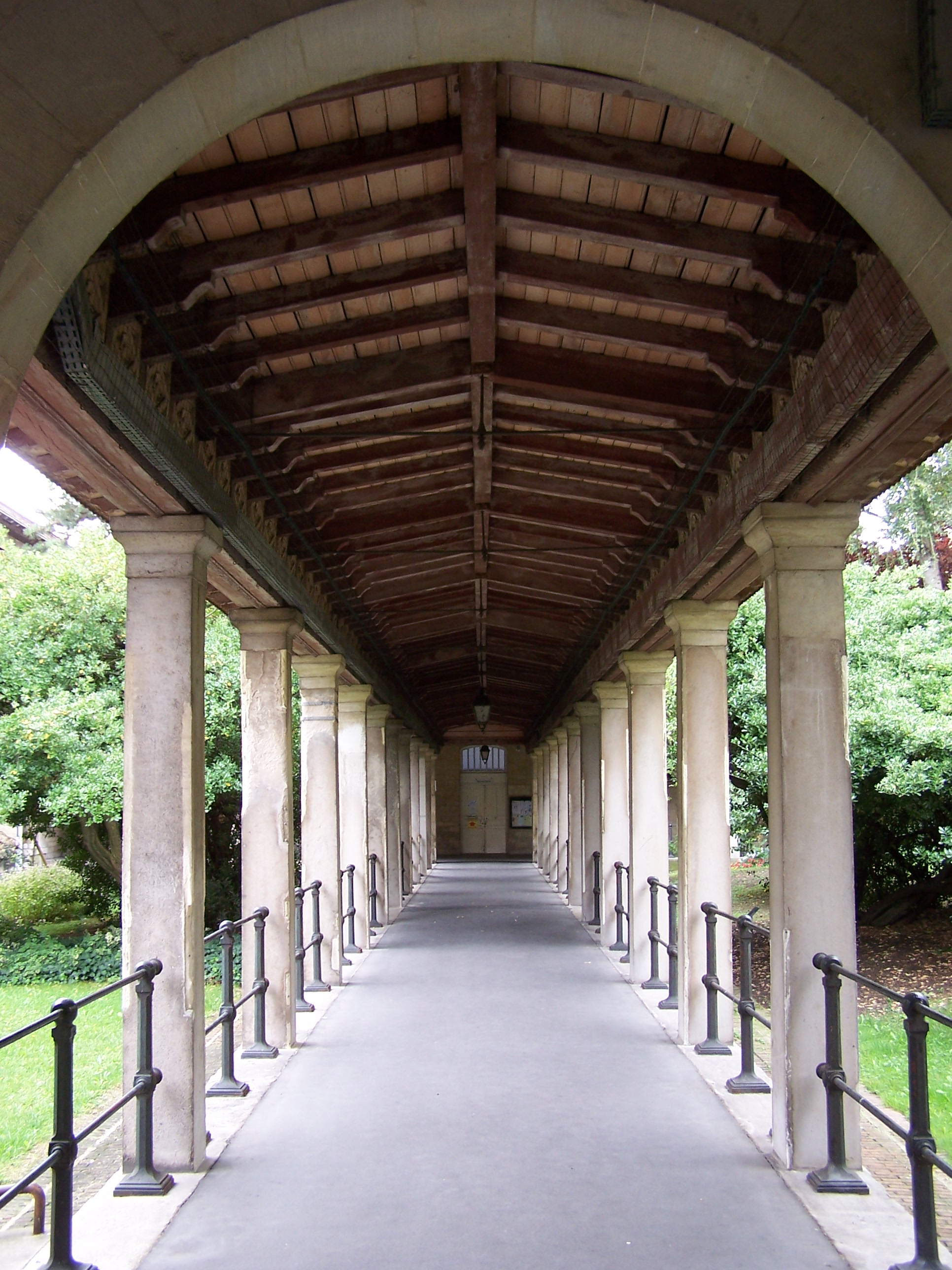
L'une des nombreuses galeries du site Sainte-Anne, ici la galerie Pirandello.

### Médecins célèbres
- Benjamin Ball
- Valentin Magnan
- Jacques Lacan, interne (1927-28) et séminaires
- Georges Daumezon
- Jean Talairach
- Jean Delay
- Pierre Deniker
- Alexandre Lamache
- Henri Lôo
- Jean-Pierre Olié
- Christophe André
- Julien-Daniel Guelfi
- François-Xavier Roux
- Bertrand Devaux
- Louis Merienne
- Daniel Fredy
- Jean-François Meder
- Marcel Czermack
- Samuel Lajeunesse
- Bernard Chiche
- Patrick Trevidic

### Patients célèbres
- L'écrivain et poète Antonin Artaud à Sainte-Anne en 1937-38 est transféré à Ville-Évrard en 1939 puis à Rodez.
- Jean-Michel Atlan (1913-1960), artiste peintre.
- Léon Schwarz-Abrys (1905-1990), artiste peintre.
- Marthe Orant (1874-1957), artiste peintre, y a vécu ses derniers jours.
- Celso Lagar (1891-1966), artiste peintre.
- Le philosophe Louis Althusser, en 1980.
- Marina Petrella.
- Le poète Paul Celan, du 13 février au 17 octobre 1967 - service du professeur J. Delay.
- Unica Zürn, poétesse et dessinatrice surréaliste, auteur de L'Homme-Jasmin et Sombre printemps, dernière compagne de Hans Bellmer.

## Infirmerie psychiatrique de la préfecture de police
Cette infirmerie du site Sainte-Anne, administrée par la préfecture de police de Paris, accueille des personnes faisant l'objet de mesures provisoires dans l'attente d'un arrêté d'hospitalisation sans consentement.
D'après le Conseil d'État dans son avis no 367.355 du 19 mars 2002 : « le terrain d’assiette de l’infirmerie psychiatrique de la préfecture de police appartient à l’hôpital psychiatrique Sainte-Anne. Le Conseil d’État n’a pas été en mesure de prendre position sur la situation patrimoniale de l’immeuble édifié sur la parcelle sise au no 3 de la rue Cabanis. »

## Accès aux sites

### Site Sainte-Anne
Le Centre hospitalier Sainte-Anne est desservi par la ligne 6 à la station Glacière.

### Site Perray-Vaucluse
L'hôpital de Perray-Vaucluse d'Épinay-sur-Orge et son domaine de 125 hectares sont desservis par la ligne C du RER à la gare de Sainte-Geneviève-des-Bois étant face à l'entrée de l'établissement.

### Site Maison Blanche
Le site parisien de l'Hôpital Maison Blanche est desservi par la ligne 2 à la station Philippe Auguste. L'unité de soins de longue durée La Roseraie, situé à Neuilly-sur-Marne est desservi par la ligne A du RER à la gare de Neuilly-Plaisance.